# Dekanat Polanica-Zdrój

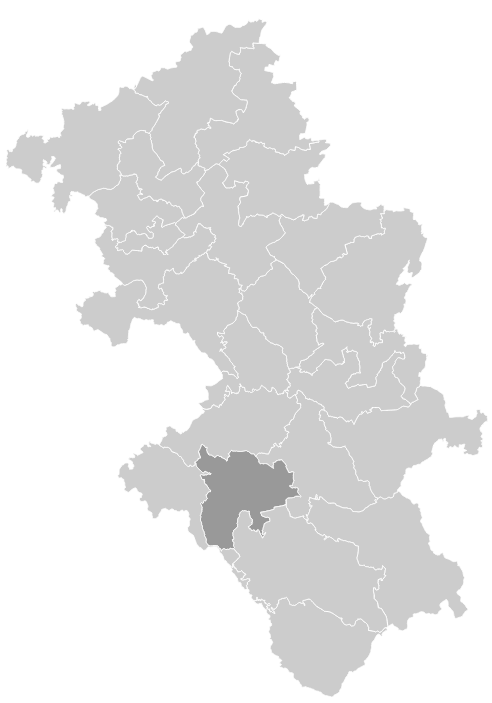
Położenie na mapie diecezji

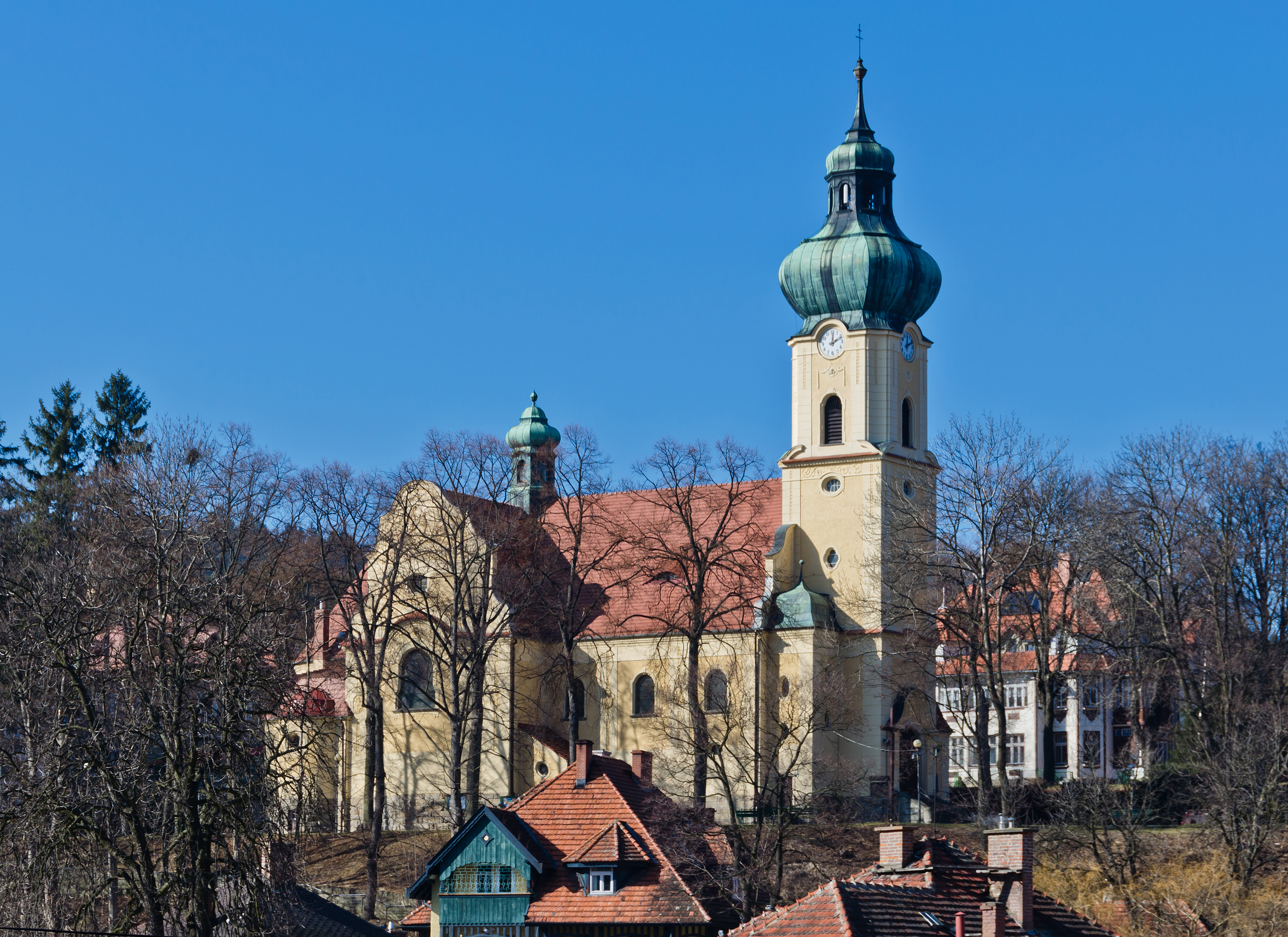
Kościół Wniebowzięcia NMP w Polanicy-Zdroju

Dekanat Polanica-Zdrój – jeden z 24 dekanatów w rzymskokatolickiej diecezji świdnickiej.
Dekanat znajduje się na terenie województwa dolnośląskiego, w powiecie kłodzkim. Obejmuje swoim zasięgiem środkowo-zachodnią część ziemi kłodzkiej, w tym miasta: Polanicę-Zdrój i Szczytną. Jego siedziba ma miejsce w Polanicy-Zdroju, w kościele Wniebowzięcia NMP.

## Historia
Po zakończeniu II wojny światowej terytorium wielkiego dekanatu kłodzkiego zostało włączone do Polski. Decyzją ówczesnych władz kościelnych został on włączony w obręb administratury apostolskiej archidiecezji wrocławskiej ze stolicą biskupią we Wrocławiu, pozostając formalnie w granicach archidiecezji praskiej. Na początku 1946 dokonano podziału wielkiego dekanatu na cztery mniejsze jednostki, wśród których znalazł się dekanat Polanica-Zdrój, obejmujący zachodnią część ziemi kłodzkiej, z siedzibą dziekana w Dusznikach-Zdroju. W 1972 dekanat został usankcjonowany zgodnie z prawem kanonicznym i oficjalnie włączony do archidiecezji wrocławskiej na mocy decyzji papieża Pawła VI.
Decyzją kardynała Henryka Gulbinowicza, arcybiskupa metropolity wrocławskiego, 15 listopada 1993 dokonano podziału tego dekanatu na dekanaty: Polanica-Zdrój i Kudowa-Zdrój. Jednocześnie przeniesiono siedzibę dziekana z Dusznik-Zdroju, które znalazły się w dekanacie Kudowa-Zdrój, do Polanicy-Zdroju.

### Dziekani polaniccy (od 1946)
| Lp. | Lata rządów | Imię i nazwisko      |
| --- | ----------- | -------------------- |
| 1.  | 1946–1947   | Mieczysław Pieniążek |
| 2.  | 1947–1947   | Stanisław Sendys     |
| 3.  | 1947–1948   | Joachim Lichy        |
| 4.  | 1948–1955   | Albin Horba          |
| 5.  | 1955–1956   | Stefan Helowicz      |
| 6.  | 1956–1957   | Jan Winiarski        |
| 7.  | 1957–1961   | Stanisław Woronowicz |
| 8.  | 1961–1961   | Witold Gliszczyński  |
| 9.  | 1961–1962   | Jan Podkopał         |
| 10. | 1962–1983   | Marian Hawryszczuk   |
| 11. | 1983–1993   | Mirosław Wójtewicz   |
| 12. | 1993–2022   | Antoni Kopacz        |
| 13. | od 2022     | Wojciech Dąbrowski.  |

## Parafie i miejscowości
W skład dekanatu wchodzi 8 parafii:

### parafia św. Wita
- Chocieszów
- Niwa → kościół parafialny

### parafia Chrystusa Króla
- Paszków
- Pokrzywno
- Polanica-Zdrój → kościół parafialny
- Starkówek → filia św. Floriana

### parafia NMP Królowej Pokoju
- Polanica-Zdrój → kościół parafialny i kościół pomocniczy św. Antoniego
  - Nowy Wielisław
  - Sokołówka

### parafia Wniebowzięcia NMP
- Polanica-Zdrój → kościół parafialny i filie bł. Marii Heleny Stollenwerk, św. Jadwigi, św. Józefa, Świętej Rodziny i św. Józefa

### parafia św. Katarzyny
- Stary Wielisław → kościół parafialny i filia św. Barbary

### parafia św. Jerzego
- Roszyce
- Szalejów Dolny → kościoły filialne św. Anny oraz Świętych Szymona i Judy Tadeusza, kaplica mszalna św. Marii Magdaleny
- Szalejów Górny → kościół parafialny
- Wolany → kaplica mszalna NMP Bolesnej

### parafia NMP Królowej Pokoju
- Szczytna
  - Szczytnik (Szczytna) → kościół parafialny

### parafia św. Jana Chrzciciela
- Szczytna → kościół parafialny
  - Batorów → filia św. Anny
  - Bobrowniki
  - Borek
  - Borowina
  - Bystra
  - Ocieszów
  - Piekielna Góra
  - Szklana Góra

Powyższy wykaz przedstawia wszystkie miasta, wsie oraz dzielnice miast, przysiółki wsi i osady w dekanacie.